# بريان (بني حشيش)

تعديل مصدري - تعديل

بريان هي إحدى قرى عزلة الرونة بمديرية بني حشيش التابعة لمحافظة صنعاء، بلغ تعداد سكانها 1301 نسمة حسب تعداد اليمن لعام 2004.